# Alexander Sánchez
Alexander Gustavo Sánchez Reyes (Lima, 6 giugno 1984) è un ex calciatore peruviano, di ruolo centrocampista.

## Carriera

### Club
Nel settembre 2008, ha annunciato di aver firmato un contratto di 1 anno con l'Alianza Lima.
Gioca l'ultima partita nell'Universidad San Martín il 22 maggio 2008 nella vittoria casalinga per 5-0 contro l'Alianza Lima, dove segna l'ultimo gol.
Debutta con l'Alianza Lima il 19 ottobre 2008 dove segna il gol che apre le marcature nella vittoria fuori casa per 3-4 contro il Bolognesi. Segna l'ultimo gol nell'Alianza Lima il 18 settembre 2011 nella vittoria casalinga per 2-1 contro l'Universidad César Vallejo. Gioca l'ultima partita nell'Alianza Lima il 30 ottobre 2011 nel pareggio casalingo a reti bianche contro l'Universidad San Martín.
Debutta con l'Universidad César Vallejo il 5 marzo 2012 nella vittoria casalinga per 4-1 contro il Melgar, dove segna anche un gol.

### Nazionale
Con la nazionale ha realizzato 1 gol in 12 partite.